# 5739 Robertburns
5739 Robertburns è un asteroide della fascia principale. Scoperto nel 1989, presenta un'orbita caratterizzata da un semiasse maggiore pari a 2,7784907 UA e da un'eccentricità di 0,3249881, inclinata di 25,23604° rispetto all'eclittica.